# Verdrag van Margus
Het Verdrag van Margus was een verdrag tussen de Hunnen en het Romeinse Rijk. Dit verdrag werd gesloten in Margus, Moesia Superior (het huidige Požarevac, Servië) in 435 en het verdrag werd ondertekend door de Romeinse consul Flavius Plintha. Het verdrag verdubbelde de jaarlijkse schatting die de Romeinen in een eerder verdrag met de Hunnen overeengekomen waren te betalen, van 350 pond goud naar 700 pond goud per jaar. In het verdrag werd ook bepaald dat de Romeinen geen allianties mochten aangaan met vijanden van de Hunnen en dat ze eventuele Hunnische vluchtelingen naar hun grenzen dienden terug te sturen.
Toen de Romeinen het verdrag in 440 schonden, vielen Bleda en Attila Castra Constantia (Szentendre, Hongarije) aan, een Romeins fort en marktplaats aan de oevers van de Donau.